# Guanaja (ort)
Guanaja är en ort i Honduras.   Den ligger i departementet Departamento de Islas de la Bahía, i den norra delen av landet, 290 km nordost om huvudstaden Tegucigalpa. Antalet invånare är 1 942.
Terrängen runt Guanaja är platt åt nordväst, men åt nordost är den kuperad.  Guanaja är det största samhället i trakten. 